# Filmographie de Danielle Darrieux

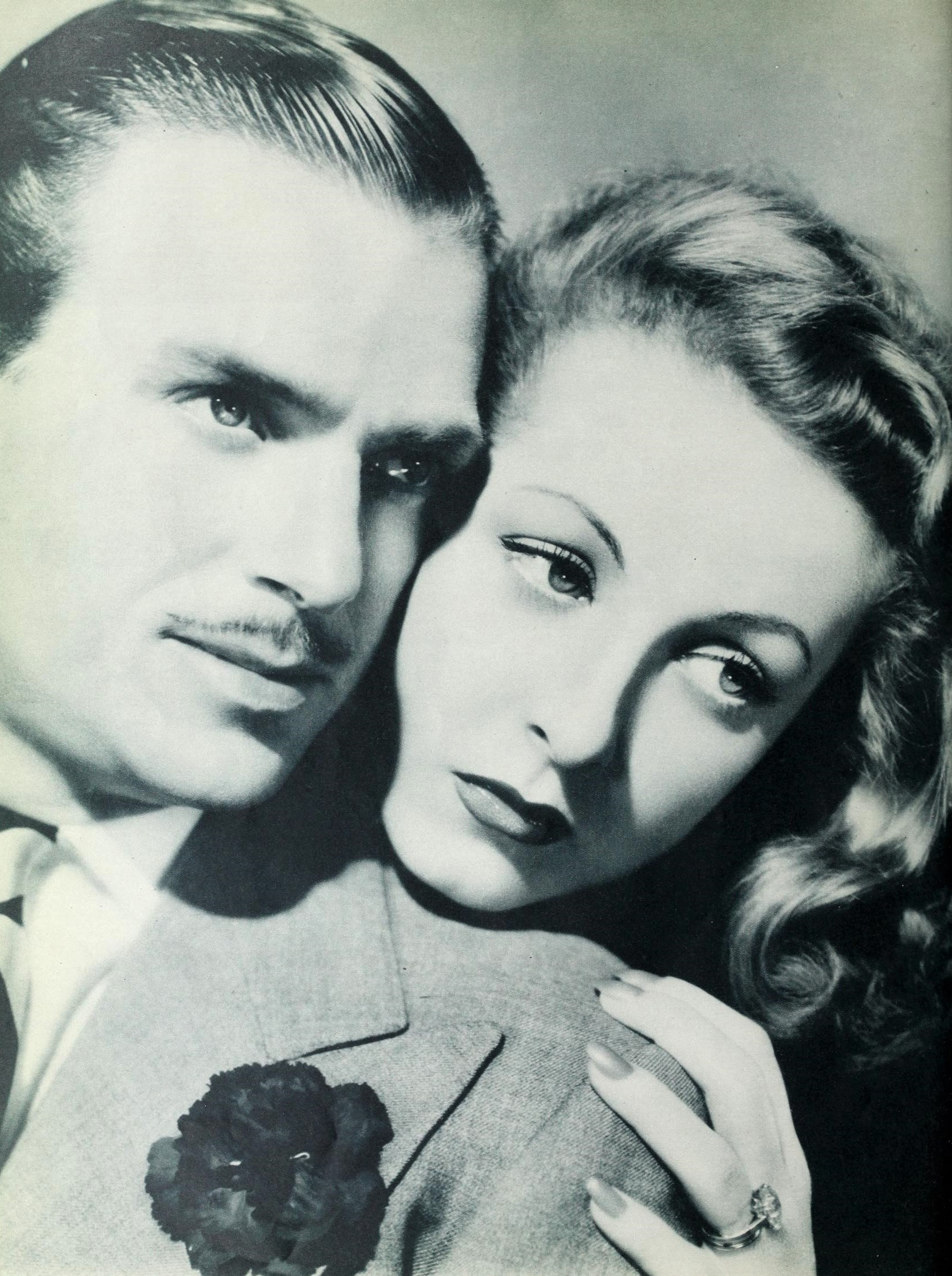
Danielle Darrieux avec Douglas Fairbanks Jr. dans La Coqueluche de Paris (The rage of Paris) en 1938.

Cette liste présente les films interprétés par Danielle Darrieux.

## Cinéma
- 1931 : Le Bal de Wilhelm Thiele : Antoinette
- 1931 : Coquecigrole d'André Berthomieu : Coquecigrole, l'orpheline
- 1932 : Le Coffret de laque de Jean Kemm : Henriette Stenay
- 1932 : Panurge de Michel Bernheim : Régine
- 1933 : Château de rêve de Géza von Bolváry et Henri-Georges Clouzot : Béatrix
- 1934 : Volga en flammes de Victor Tourjansky : Maria Ivanovna
- 1934 : Mauvaise Graine de Billy Wilder et Alexander Esway :  Jeannette
- 1934 : Mon cœur t'appelle de Carmine Gallone et Serge Veber :  Nicole Nadin
- 1934 : La crise est finie de Robert Siodmak :  Nicole
- 1934 : L'Or dans la rue de Kurt Bernhardt : Gaby
- 1935 : Dédé de René Guissart : Denise
- 1935 : Le Contrôleur des wagons-lits de Richard Eichberg : Anne Bourguet
- 1935 : Quelle drôle de gosse de Léo Joannon : Lucie
- 1935 : J'aime toutes les femmes d'Henri Decoin et Carl Lamac :  Danielle
- 1935 : Le Domino vert d'Herbert Selpin et Henri Decoin : Hélène et Marianne de Richmond
- 1936 : Mademoiselle Mozart d'Yvan Noé : Denise
- 1936 : Mayerling d'Anatole Litvak : Maria Vetsera
- 1936 : Tarass Boulba d'Alexis Granowsky : Marina
- 1936 : Club de femmes de Jacques Deval : Claire Rivier
- 1936 : Port-Arthur de Nicolas Farkas : Youki
- 1936 : Un mauvais garçon de Jean Boyer et Raoul Ploquin : Jacqueline Serval
- 1937 : Mademoiselle ma mère d'Henri Decoin : Jacqueline Letournel
- 1937 : Abus de confiance d'Henri Decoin : Lydia
- 1938 : La Coqueluche de Paris (The rage of Paris) d'Henry Koster :  Nicole
- 1938 : Katia de Maurice Tourneur :  Katia Dolgoronsky
- 1938 : Retour à l'aube d'Henri Decoin :  Anita Ammer
- 1940 : Battement de cœur d'Henri Decoin : Arlette
- 1941 : Premier Rendez-vous d'Henri Decoin : Micheline Chevasse
- 1942 : Caprices de Léo Joannon : Lise
- 1942 : La Fausse Maîtresse d'André Cayatte : Lilian Rander
- 1946 : Adieu chérie de Raymond Bernard : Chérie
- 1946 : Au petit bonheur de Marcel L'Herbier : Martine Cavignol
- 1947 : Bethsabée de Léonide Moguy : Arabella Delvert
- 1948 : Ruy Blas de Pierre Billon : la reine d'Espagne
- 1949 : Jean de la Lune de Marcel Achard : Marceline
- 1949 : Occupe-toi d'Amélie de Claude Autant-Lara : Amélie
- 1950 : La Ronde de Max Ophüls : Emma Breitkopf, la femme mariée
- 1950 : Toselli (Romenzo d'amor) de Duilio Coletti : Luisa d'Asburgo-Lorena
- 1951 : Riche, jeune et jolie (Rich, young and pretty) de Norman Taurog : Marie Devaronne
- 1950 : La Maison Bonnadieu de Carlo Rim : Gabrielle Bonnadieu
- 1952 : La Vérité sur Bébé Donge d'Henri Decoin : Elisabeth « Bébé » Donge
- 1952 : Le Plaisir de Max Ophüls : Rosa, une pensionnaire dans le sketch La Maison Tellier
- 1952 : L'Affaire Cicéron (Five Fingers / Operation Cicéron) de Joseph Mankiewicz : la comtesse Anna Staviska
- 1952 : Adorables Créatures de Christian-Jaque : Christine
- 1953 : Madame de... de Max Ophüls : la comtesse Louise de...
- 1953 : Le Bon Dieu sans confession de Claude Autant-Lara : Janine Frejoul
- 1954 : Châteaux en Espagne (El torero) de René Wheeler : Geneviève Dupré
- 1954 : Escalier de service de Carlo Rim :  Béatrice Berthier
- 1954 : Le Rouge et le Noir de Claude Autant-Lara : Madame de Rénal
- 1954 : Bonnes à tuer d'Henri Decoin : Constance « Poussy » Andrieux
- 1955 : Napoléon de Sacha Guitry : Eléonore Denuelle
- 1955 : L'Affaire des poisons d'Henri Decoin : Madame de Montespan
- 1955 : L'Amant de lady Chatterley de Marc Allégret : Constance Chatterley
- 1956 : Si Paris nous était conté de Sacha Guitry : Agnès Sorel
- 1956 : Alexandre le Grand (Alexander the great) de Robert Rossen : Olympias
- 1956 : Le Salaire du péché de Denys de La Patellière : Isabelle Lindstrom
- 1957 : Typhon sur Nagasaki d'Yves Ciampi : Françoise Fabre
- 1957 : Pot-Bouille de Julien Duvivier : Caroline Hédouin
- 1958 : Le Septième Ciel de Raymond Bernard : Brigitte de Lédouville
- 1958 : Le Désordre et la Nuit de Gilles Grangier : Thérèse Marken, la pharmacienne
- 1958 : La Vie à deux de Clément Duhour :  Monique Lebeaut
- 1958 : Un drôle de dimanche de Marc Allégret : Catherine
- 1959 : Marie-Octobre de Julien Duvivier : Marie-Hélène Dumoulin, dite « Marie-Octobre »
- 1959 : Les Yeux de l'amour de Denys de La Patellière : Jeanne Moncatel
- 1960 : Meurtre en 45 tours d'Étienne Périer : Éve Faugères
- 1960 : L'Homme à femmes  de Jacques-Gérard Cornu : Gabrielle/Françoise
- 1961 : Un si bel été (The greengage summer / Loss of innocence) de Lewis Gilbert : Madame Zisi
- 1961 : Vive Henri IV, vive l'amour de Claude Autant-Lara : Henriette d'Entragues
- 1961 : Les lions sont lâchés d'Henri Verneuil : Marie-Laure
- 1961 : Les Bras de la nuit de Jacques Guymont : Danielle Garnier
- 1962 : Le crime ne paie pas, un film à sketches inspiré des bandes dessinées de Paul Gordeaux, de Gérard Oury : Madame Marsais dans le sketch L'homme de l'avenue
- 1962 : Le Diable et les Dix Commandements de Julien Duvivier : Clarisse Ardan dans le sketch Tes père et mère honoreras
- 1963 : Landru de Claude Chabrol : Berthe Héon
- 1963 : Pourquoi Paris ? de Denys de La Patellière : la prostituée dans le café de Denis
- 1963 : Méfiez-vous, mesdames d'André Hunebelle : Hedwige
- 1963 : Du grabuge chez les veuves de Jacques Poitrenaud : Judith
- 1964 : Le Coup de grâce (Les temps héroïques) de Jean Cayrol et Claude Durand : Yolande
- 1964 : Patate de Robert Thomas : Édith Rollo
- 1965 : L'Or du duc de Jacques Baratier et Bernard Toublanc-Michel : Marie-Gabrielle
- 1967 : Le Dimanche de la vie de Jean Herman : Julia
- 1967 : Les Demoiselles de Rochefort de Jacques Demy : Yvonne Garnier
- 1968 : L'Homme à la Buick de Gilles Grangier : Madame Delayrac
- 1968 : Vingt-quatre Heures de la vie d'une femme de Dominique Delouche : Alice
- 1968 : Les oiseaux vont mourir au Pérou de Romain Gary : Madame Fernande
- 1969 : La Maison de campagne de Jean Girault : Lorette Boiselier
- 1973 : Roses rouges et Piments verts, (No encontré rosas para mi madre) de Francisco Rovira Beleta : Teresa, la mère de Jaci
- 1975 : Divine de Dominique Delouche : Marion Renoir
- 1976 : L'Année sainte de Jean Girault : Christina
- 1979 : Le Cavaleur de Philippe de Broca : Suzanne Taylor
- 1982 : Une chambre en ville de Jacques Demy : Margot Langlois
- 1983 : En haut des marches de Paul Vecchiali : Françoise Canavaggia
- 1986 : Le Lieu du crime d'André Téchiné : la grand-mère
- 1986 : Corps et Biens de Benoît Jacquot : Madame Krantz
- 1988 : Quelques jours avec moi de Claude Sautet : Madame Pasquier, la mère de Martial
- 1989 : Bille en tête de Carlo Cotti : l'Arquebuse
- 1991 : Le Jour des rois de Marie-Claude Treilhou : Armande (100e film)
- 1992 : Les Mamies d'Annick Lanoë : Lolotte
- 2000 : Ça ira mieux demain de Jeanne Labrune : Éva
- 2002 : Huit Femmes de François Ozon : Mamie
- 2003 : La marquise est à Bicêtre de Paul Vecchiali
- 2004 : Une vie à t'attendre de Thierry Klifa : Émilie
- 2006 : Nouvelle Chance d'Anne Fontaine : Odette Saint-Gilles
- 2007 : L'Heure zéro de Pascal Thomas : Camille Tressilian
- 2010 : Pièce montée de Denys Granier-Deferre : Madeleine

### Film inachevé
- 1940 : Coup de foudre, film resté inachevé d'Henri Decoin

### Court métrage
- 2001 : Émilie est partie court métrage de Thierry Klifa : Émilie

### Figurations, apparitions et participations non-créditées
- 1934 : Le Secret d'une nuit de Félix Gandéra (non créditée)
- 1934 : L'Auberge du Petit-Dragon de Jean de Limur (non créditée)
- 1961 : Les Petits Drames de Paul Vecchiali : simplement une apparition
- 1962 : Les Don Juan de la Côte d'Azur (I Don Giovanni della Costa Azzurra) de Vittorio Sala : images d'archives

### Voix
- 2006 : Persepolis film d'animation de Vincent Paronnaud et Marjane Satrapi : voix de la grand-mère

### Documentaires
- 1993 : Les demoiselles ont eu 25 ans documentaire d'Agnès Varda : témoignage
- 1994 : L'Univers de Jacques Demy documentaire d'Agnès Varda : témoignage

## Télévision

### Téléfilms, séries et feuilletons
- 1960 : Le Bal des vagabonds Réalisateur inconnu - Participation sous réserve
- 1969 : La Robe mauve de Valentine de Robert Crible - Valentine
- 1972 : Au théâtre ce soir : Folie douce de Jean-Jacques Bricaire et Maurice Lasaygues, mise en scène Michel Roux, réalisation Pierre Sabbagh, Théâtre Marigny - Françoise
- 1974 : Les Jardins du roi de Jean Kerchbron - Hélène
- 1977 : Les Jeudis d'Adrienne de Guy Jorré - Antoinette
- 1977 : Bonheur, impair et passe de Roger Vadim - La comtesse Deverine
- 1978 : Boulevard Feydeau : Mais n'te promène donc pas toute nue ! de Jeannette Hubert - Clarisse Ventroux
- 1979 : Miss - série en 6 épisodes de 55 min réalisé par Roger Pigaut - Rôle de « Miss » dans tous les épisodes : Miss a peur, Miss fait une cure, Miss et le jeune homme fragile, Miss et la vie en rose, Miss et la montre de Mozart, Miss et le maître-chanteur.
- 1979 : Boulevard Feydeau : On purge bébé de Jeannette Hubert - Julie Follavoine
- 1979 : Un comédien lit un auteur documentaire - Danielle Darrieux lit Gyp
- 1979 : Le Petit Théâtre d'Antenne 2 de Georges Ferraro (série) épisode La Belette
- 1980 : Une puce dans la fourrure de Jean-Pierre Prévost - La logeuse
- 1980 : La Mort en sautoir de Pierre Goutas - Évangéline saint-Léger
- 1980 : Le Petit Théâtre d'Antenne 2 de Jean-Louis Muller (série) épisode Trafic
- 1981 : Marie-Marie feuilleton en 6 épisodes de 52 min de François Chatel et Catherine Bourdet - Marie Bonnaventure
- 1983 : La Dame aux mille et une vies de Pierre Goutas - Maria
- 1984 : L'Âge vermeil feuilleton en 4 épisodes de 52 min de Roger Kahane - Adrienne dans les 6 épisodes : La Maison, Le Super Marché, Urbain, Le mariage
- 1985 : La Petite Fille modèle de Jean-Jacques Lagrange - Mamie
- 1986 : Bonjour maître feuilleton en 12 épisodes de 52 min de Denys de La Patellière - Clarisse Cambèze
- 1987 : La Vieille dame et l'Africain d'Alain Dhouailly - Émilienne
- 1987 : Gigi de Jeannette Hubert - Tante Alicia
- 1988 : Adorable Julia d'Yves-André Hubert - Julia Lambert
- 1989 : Série noire de Giovanni Fago (série télévisée) épisode Tu crois pas si bien dire - Martine Lemaire
- 1989 : Le Front dans les nuages de Paul Vecchiali - Marguerite
- 1989 : La Misère des riches de Richard Martin (feuilleton TV) - Agnès Mercier
- 1992 : Georges et Margaret d'Yves-André Hubert et René Clermont - Alice Smith
- 1993 : La Vérité en face d'Étienne Périer - Madeleine Depage
- 1993 : Ne coupez pas mes arbres de Michel Roux et Michel Treguer - Lady Sheila Belmont
- 1994 : Jalna, feuilleton en 8 épisodes de 90 min de Philippe Monnier -  Adeline Whiteoack dans les épisodes : La jeunesse de Reny, Retour de guerre, Le grand national, La saison des amours, Déchirures, La chasse au trésor, La mort d'un champion, La fiancée du pianiste
- 1997 : Belle comme Crésus de Jean-François Villemer - Suzanne
- 1997 : Un et un font six - épisodes Crise de confiance et Ca passe ou ça casse de Franck Apprédis - Tante Lolie
- 2000 : Que reste-t-il... d’Étienne Périer - Édith Lorimer
- 2003 : Les Liaisons dangereuses de Josée Dayan - Madame de Rosemonde
- 2003 : Louis de Funès : La comédie humaine documentaire de Philippe Azoulay - Témoignage
- 2007 : Danielle Darrieux, une vie de cinéma documentaire d'Anne Wiazemsky - Témoignage
- 2009 : Elles et moi de Bernard Stora -  Isabel Esteva
- 2010 : Les Trois glorieuses documentaire d'Henry-Jean Servat et Pierrick Bequet - Témoignage
- 2010 : C'est toi, c'est tout de Jacques Santamaria -  Camille